# LOVIN' YOU (森川美穂の曲)
『LOVIN' YOU』（ラヴィン・ユー）は森川美穂の14枚目のシングル。1991年1月30日に東芝EMI/EASTWORLDから発売された。

## 概要
テレビ朝日『いつか行く旅』エンディングテーマ。

## 収録曲
（全作詞：麻生圭子、編曲：米光亮）
1. LOVIN' YOU [4:46]
作曲：井上ヨシマサ
2. 25時には眠れない [4:49]
作曲：鴨井学

## 収録アルバム
- 『POP THE TOP!』（#1・2：L.A. Mixで収録）